# 2008年委員会
2008年委員会（Комитет 2008、2008年委員会・自由な選択、Комитет 2008: Свободный выбор、2008自由の選択委員会）は、ロシアの政治団体。
ウラジーミル・プーチンに代表されるシロヴィキ主導の強権的、権威主義的政治体制に批判的な自由主義、民主主義を志向する人々によって、2008年ロシア大統領選挙が公正で開かれたものとして実施されることを目的に結成された。代表はガルリ・カスパロフ。ほかに、ウラジーミル・ブコフスキー、ボリス・ネムツォフ、エフゲニー・キセリョフ、ウラジーミル・カラ＝ムルザ、ウラジーミル・ルイシコフ、イリーナ・ハカマダが2008年委員会に参加した。